# Championnat d'Italie de rink hockey 1934
Navigation
Division Nationale 1933 Division Nationale 1935
L'édition 1934 du Championnat d'Italie de rink hockey est la 13e édition de cette compétition. Elle a eu lieu à Gênes du 27 juillet au 29 juillet 1934. Neuf équipes y participe, se concluant par la victoire du Hockey Novara.

## Équipes participantes
- Hockey Novara
- Padova HC
- Milan Skating HC
- Genova HC
- Pubblico Impiego
- Roma
- FGC Monza
- HC Monza
- Mens Sana Siena 1871

## Compétition
Le championnat est divisé en deux groupes. À l'issue de cette phase, les équipes se regroupent pour participer au tournoi final.
Les deux équipes arrivant première de ce dernier championnat dispute une finale afin d'attribuer le titre.

### Tour final
| Rang | Équipe           | Pts | J | G | N | P | Bp | Bc | Diff |
| ---- | ---------------- | --- | - | - | - | - | -- | -- | ---- |
| 1    | Hockey Novara    |     |   |   |   |   |    |    |      |
| 2    | Milan Skating HC |     |   |   |   |   |    |    |      |
| 3    | Pubblico Impiego |     |   |   |   |   |    |    |      |
| 4    | HC Monza         |     |   |   |   |   |    |    |      |
| 5    | Padova HC        |     |   |   |   |   |    |    |      |
| 6    | Genova HC        |     |   |   |   |   |    |    |      |

### Finale
La finale se dispute le 29 juillet 1934, entre le Hockey Novara et le Milan Skating. Le Hockey Novara s'impose sur le score de 3-1.

### Composition de l'équipe championne
Hockey Novara: Angelo Grassi (it), Cioccala, Piero Drisaldi (it), Francesco Cestagalli (it), Fiorenzo Zavattaro (it), Genesi.

### Curiosité
Avec cette cinquième victoire, le Hockey Novara égalise la série de victoires réalisée par l'US Triestina.

### Sources
- (it) Cet article est partiellement ou en totalité issu de l’article de Wikipédia en italien intitulé « Divisione Nazionale di hockey su pista 1934 » (voir la liste des auteurs).